# غارهای قلعه بزی

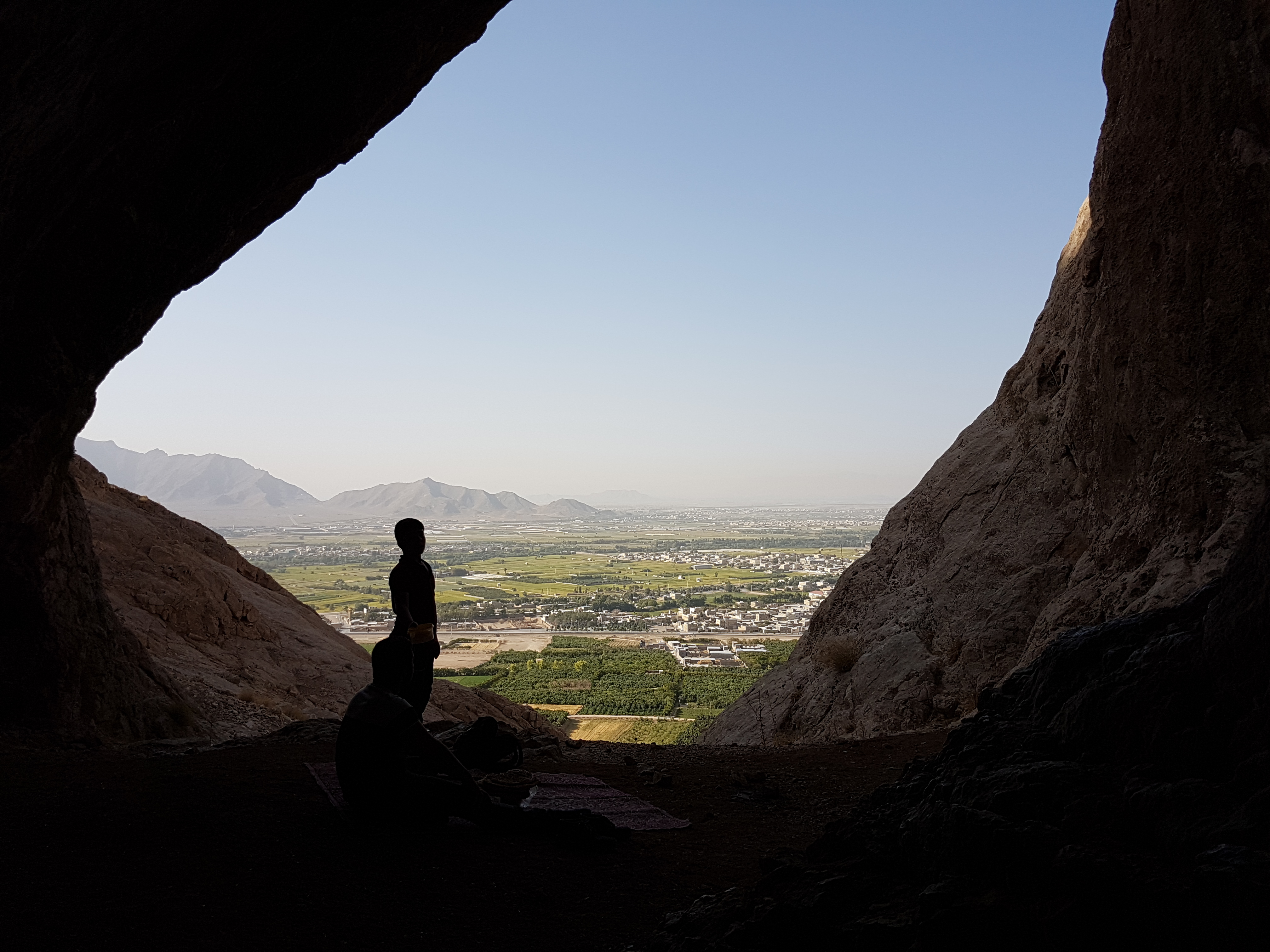
غار قلعه بزی شماره یک در شهرستان مبارکه

غارهای قلعه بزی شامل سه غار و پناهگاه صخره ای در در حدود ۲۵ کیلومتری جنوب- جنوب غربی شهر اصفهان، در شهرستان مبارکه، شمال شرق شهر دیزیچه و شمال روستاهای حسن‌آباد و نکوآباد واقع‌شده‌است. این مجموعه دارای بقایای مهمی از سکونت انسانهای شکارگر اواخر دوره پارینه‌سنگی میانی با قدمت بین چهل تا پنجاه هزار سال است که از سال ۱۳۸۲ تاکنون مورد بررسی و پژوهش باستان شناسان بوده‌است. این مکان‌ها شامل دو پناهگاه (قلعه بزی ۱ و ۳) و یک غار (قلعه بزی ۲) هستند که در ارتفاعی بین ۱۸۰۰ تا ۱۹۰۰ متر بالاتر از سطح دریا، در طول شمالی ۳۲ درجه و ۲۴ دقیقه و عرض شرقی ۳۳ درجه و ۵۱ دقیقه، در جبهه جنوبی کوه قلعه بزی واقع‌شده‌اند.

## پیشینه پژوهش‌ها
نخستین بار گروهی زمین‌شناس به سرپرستی مهدی یزدی در سال ۱۳۸۲ این غارها را بررسی و از سطح قلعه بزی ۲ مجموعه ای از دست‌ساخته‌های سنگی و بقایای جانوری را گردآوری کردند. این پژوهشگران در تابستان ۱۳۸۳ در غار قلعه بزی ۱ کاوش کردند. در سال ۱۳۸۴ تیمی از باستان شناسان به سرپرستی فریدون بیگلری از بخش پارینه‌سنگی موزه ملی ایران، به همراه پژوهشگرانی از اداره کل میراث فرهنگی اصفهان و گروه زمین‌شناسی دانشگاه اصفهان کاوش‌های جدیدی را در این مجموعه را آغاز کردند- که در سال ۱۳۸۷ توسط هیئت مشترک ایران و فرانسه به سرپرستی فریدون بیگلری و ژاک ژوبر از دانشگاه بوردو ادامه یافت.
از میان مجموعه مکان‌های قلعه بزی، دو مکان قلعه بزی ۱ و قلعه بزی ۲ در تاریخ ۱۵/۸/۱۳۸۴ با شماره‌های ۱۳۶۵۰ و ۱۳۶۵۱ در فهرست آثار ملی ایران به ثبت رسیدند.

## باستان‌شناسی
در کاوش‌های انجام‌شده در این مکان‌ها بقایایی چون ابزارهای سنگی، استخوان و دندان حیوانات و زغال و خاکستر یافت شد که با توجه به سال‌یابی مطلق تعدادی نمونه زغال مربوط به فاصله زمانی بین ۴۰ تا ۵۰ هزار سال پیش هستند. در این مقطع زمانی که همزمان با اواخر دوره پارینه‌سنگی میانی است، انسان نئاندرتال و احتمالاً انسان مدرن اولیه در ایران می‌زیستند.
دست ساخته‌های سنگی این مکان طبق مطالعات فریدون بیگلری و ژاک ژوبر دارای ویژگی‌های دوره پارینه سنگی میانی است و تا حدودی شبیه به نمونه‌های مشابه در غارهای کرمانشاه و لرستان است. اما وجود ابزارهای با تراش دو رویه در این مکان که شبیه نمونه‌های شرق اروپا و شمال قفقاز است وجه متمایز قلعه بزی از سایر مکانهای این دوره در ایران است.
بررسی بقایای جانوری یافت شده در کاوشها توسط دکتر مرجان مشکور نشان می‌دهد که در دوره پارینه‌سنگی میانی حیواناتی شامل بز کوهی، میش و آهو و همچنین اسب وحشی، گورخر، گوزن، گاو وحشی و کرگدن بوده‌است. شواهد قصابی لاشه حیوانات هم به‌صورت اثر برش ابزار سنگی در سطح شماری از استخوان‌ها دیده می‌شود و هم نتایج بررسی ریز سابیدگی ابزارها آن را تأیید می‌کند. در میان بقایای جوندگان آرواره یک موش خانگی (Mus musculus domesticus) یافت شده که احتمالاً بقایای شکار جغد یا سایر پرندگان شکاری است و بنظر می‌رسد قدیمی‌ترین مدرک از وجود این موش در ایران باشد
نتایج بررسی نمونه زغال‌های به دست آمده از اجاق‌های دوره پارینه‌سنگی میانی در قلعه بزی توسط دکتر مارگارتا تنبرگ نشان می‌دهد که در آن زمان درختانی چون بید یا سپیدار در امتداد زاینده رود می‌روییدند و جنگل‌های تُنُک پسته نیز در منطقه وجود داشته‌اند. ساکنان قلعه بزی از چوب این درخت‌ها برای سوخت اجاق‌های خود و همچنین احتمالاً ساخت دسته‌های چوبی و نیزه استفاده می‌کردند.

## اهمیت
این مجموعه غار برای نخستین بار اطلاعات مختلفی از زندگی شکارگران دوره پارینه سنگی میانی با قدمت بیش از ۴۰ هزار سال ارایه کرده‌اند. تاکنون ۷ مقاله انگلیسی و ۳ مقاله فارسی دربارهٔ نتایج مطالعات این غارها منتشر شده‌است. غارهای قلعه بزی کهنترین سکونتگاه انسان در اصفهان هستند که تاکنون مورد کاوش باستان‌شناسی قرار گرفته‌اند.